# Coelopleurus australis
Coelopleurus australis is een zee-egel uit de familie Arbaciidae. De wetenschappelijke naam van de soort werd in 1916 voor het eerst gepubliceerd door Hubert Lyman Clark.